# Egg Harbor
Egg Harbor is een plaats (village) in de Amerikaanse staat Wisconsin, en valt bestuurlijk gezien onder Door County.

## Demografie
Bij de volkstelling in 2000 werd het aantal inwoners vastgesteld op 250. In 2006 is het aantal inwoners door het United States Census Bureau geschat op eveneens 250.

## Geografie
Volgens het United States Census Bureau beslaat de plaats een oppervlakte van 5,0 km², geheel bestaande uit land. Egg Harbor ligt op ongeveer 182 m boven zeeniveau.

## Plaatsen in de nabije omgeving
De onderstaande figuur toont nabijgelegen plaatsen in een straal van 28 km rond Egg Harbor.